# 히타카쓰 우편국

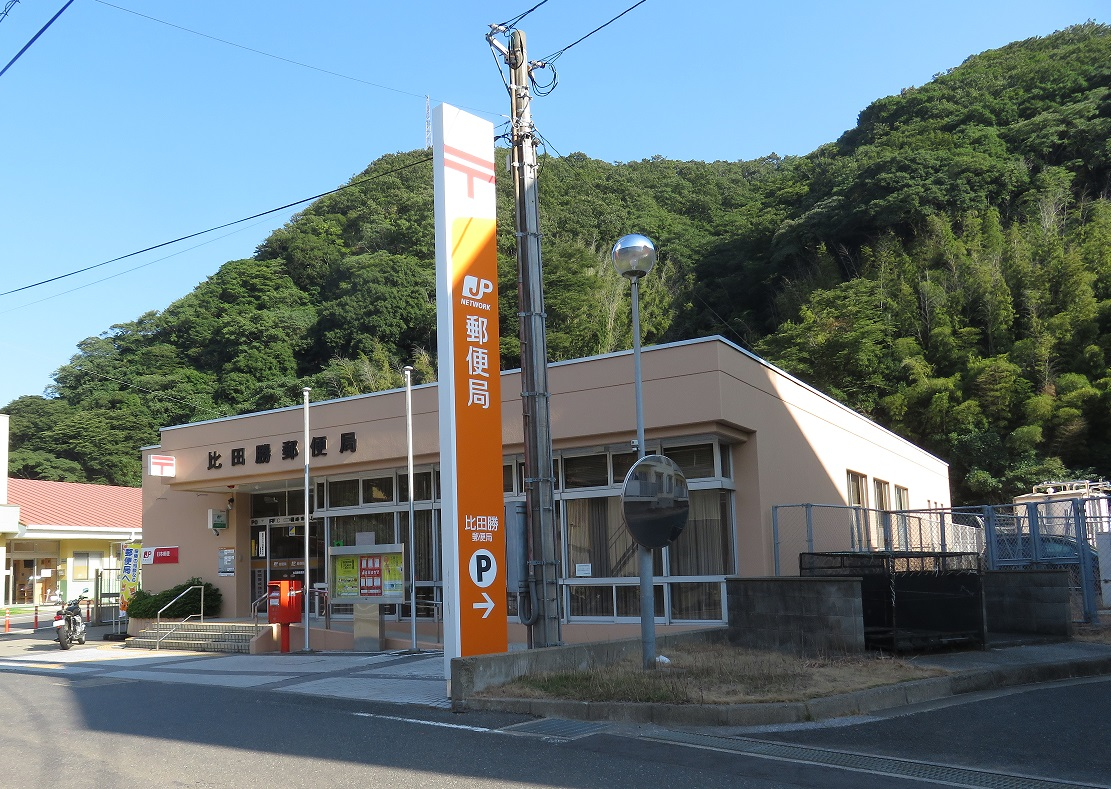
히타카쓰 우편국 전경.

히타카쓰 우편국(일본어: 比田勝郵便局)은 일본 나가사키현 쓰시마시의 북부 지역의 우체국이다. 그러나 이 우체국은 우편 민영화가 성사된 뒤에는 집배 전담 보통우편국이다. 그리고 이 우편국은 1880년 7월 22일에 정식으로 개국하였다.

## 위치
- 주소 : 〒817-1799 나가사키현 쓰시마시 가미쓰시마정 히타카쓰 175번지

## 취급하는 것들
- 우편, 인지, 유팩, 내용 증명 우편
- 예금, 환율, 송금, 외화 환전, 국제 송금, 국채
- 오토바이를 위한 자동차보험, 생명보험
- 유초 은행의 ATM 사업
- 쓰시마시 내에서의 일부 집배 업무 수탁

## 주변 시설
- 쓰시마 농업협동조합 가미쓰시마 지점
- 히타카쓰항
- 국도 제382호선

## 교통편
- 쓰시마 교통 소속 버스 노선이 히타카쓰 정류소에 정차 및 하차한다.
- 주차장 : 12대만 주차 가능하다.

## 같이 보기
- 이즈하라 우편국